# Konvwé
Un konvwé (aussi appelé bal konvwé ou bal Kasékò) est un bal traditionnel populaire, où, est célébré au rythme des tambours, les chants et danses créoles de Guyane.
Le bal konvwé et le bal masqué, seraient les ancêtres communs du Bal paré-masqué.

## Étymologie
Le terme le plus utilisé aujourd’hui reste le terme Konvwé.
Mais à l’origine, ce bal était aussi appelé convouè ou convoué en français et konvwè ou swaré konvwé en créole guyanais,

## Histoire du Konvwé
Liée au carnaval guyanais, cette manifestation, serait née dès le XVIIe siècle. Créé par les esclaves déportés en Guyane, ces derniers pratiquaient des danses et chants créoles, issus de musiques originaires d’Afrique, d’Europe. Elle aurait reçu ses lettres de noblesse au XVIIIe siècle et XIXe siècle.
Ces bals sont organisés et maintenus aujourd'hui, grâce aux groupes traditionnels créoles et autres associations locales.

## Musique du Konvwé
La musique retrouvée dans le Bal Konvwé est essentiellement issue des rythmes et danses traditionnelles créoles guyanaises.
- Kasékò (rythme et danse)
- Grajé (rythme et danse)
- Léròl (rythme et danse)
  - Laboulanjèr (rythme et danse)
- Kanmougwé (rythme et danse)
- Béliya (rythme et danse)
  - Djanbèl (danse)
  - Labasyou (danse)
- Grajévals (rythme et danse)
- Kaladja (rythme et danse)

Parfois on peut retrouver des rythmes et danses traditionnelles originaires d’Europe et même de Sainte-Lucie, comme la Mazurka, le Débòt et le Moulala.

## Variante du Konvwé
Il existe plusieurs variantes du Bal Konvwé qui mettent en valeur qu’une ou plusieurs danses et rythmes traditionnels. Les plus célèbres restent le Bal Kasékò, le Bal Grajé et le Bal Léròl.

## Salle de Konvwé
Le lieu de Konvwé le plus emblématique de Guyane reste Lasal Konvwé créé par Man Sérotte
- Local du groupe Dahlia.